# Czeski Związek Narciarski
Czeski Związek Narciarski (czes. Svaz lyžařů České republiky) – czeskie stowarzyszenie kultury fizycznej pełniące rolę czeskiej federacji narodowej w biegach narciarskich, kombinacji norweskiej, narciarstwie alpejskim, narciarstwie dowolnym oraz skokach narciarskich.
Związek jest członkiem Międzynarodowej Federacji Narciarskiej (FIS). Do jego celów statutowych związku należy promowanie, organizowanie i rozwój narciarstwa w Czechach m.in. poprzez szkolenia zawodników i instruktorów i organizację zawodów.